# Arie Slob
Arie Slob (Nieuwerkerk aan den IJssel, 16 november 1961) is een Nederlands voormalig politicus van de ChristenUnie (CU). Hij was van 26 oktober 2017 tot en met 10 januari 2022 minister voor Basis- en Voortgezet Onderwijs en Media in het kabinet-Rutte III.
Hij was tussen 2001 en 2015 lid van de Tweede Kamer der Staten-Generaal voor de CU. Vanaf 2007 was hij tevens voorzitter van de fractie van de CU in de Tweede Kamer, en vanaf 2011 bovendien partijleider.
Van januari 2016 tot oktober 2017 was Slob directeur van het Historisch Centrum Overijssel en de Stichting IJsselacademie, beide in Zwolle.

## Biografie

### Studie en werk
Na de middelbare school, de Gereformeerde Scholengemeenschap Randstad (GSR), volgde Slob de lerarenopleiding aan de Evangelische Hogeschool in Amersfoort en aan de Hogeschool Holland in Diemen. Hierna studeerde hij nog een jaar geschiedenis aan de Rijksuniversiteit Groningen. Als student (1984) hield Slob zich samen met onder anderen de latere journalist Stevo Akkerman bezig met bijbelsmokkel naar communistisch Roemenië.
Na zijn studie werkte hij lange tijd als leraar maatschappijleer op het Greijdanus College in Zwolle alsmede een jaar in Amersfoort. In Zwolle zat hij voor het Gereformeerd Politiek Verbond (GPV) van 1993 tot 2001 in de gemeenteraad. Vanaf 1994 werkte hij elders in het onderwijs: hij was eerst identiteitscoördinator in het voortgezet onderwijs en vervolgens vanaf 1996 projectleider van de schoolbegeleidingsdienst van het Gereformeerd Pedagogisch Centrum, het GPC.

### Tweede Kamer
In 2001 werd Slob lid van de Tweede Kamer voor het GPV in de vacature die ontstaan was doordat Gert Schutte afscheid had genomen van de Kamer. Bij de verkiezingen van 2002 (waarbij hij opkwam voor de ChristenUnie, waarin het GPV was opgegaan), werd hij niet direct verkozen, maar kwam hij een half jaar later weer de Kamer in toen fractievoorzitter Kars Veling het parlement verliet.
Bij de verkiezingen van 2003 werd Slob wel direct verkozen. Van 20 november 2002 tot 22 februari 2007 was hij lid van het presidium van de Tweede Kamer en van 20 januari 2004 tot 7 september 2005 lid van de Tijdelijke commissie infrastructuurprojecten (de commissie Duivesteijn). Zijn reguliere portefeuille omvatte onderwijs en wetenschap, binnenlandse zaken, bestuurlijke vernieuwing, veiligheid en crisisbeheersing en economische zaken.
Tijdens de kabinetsformatie Nederland 2006-2007 was Slob secondant van André Rouvoet in de coalitiebesprekingen met de PvdA en het CDA. Nadat Rouvoet vicepremier in het kabinet-Balkenende IV was geworden, werd Slob gekozen als fractievoorzitter van de CU in de Tweede Kamer. Slob diende in 2008 samen met Brigitte van der Burg (VVD) en Jan ten Hoopen (CDA) een initiatiefwetsvoorstel in over het terugdringen van kraken en leegstand. Het voorstel werd in 2010 wet.
Na de Kamerverkiezingen van 2010 werd Rouvoet weer fractievoorzitter. Op 17 mei 2011 verliet Rouvoet de Kamer. Slob was sindsdien weer fractievoorzitter. Na de val van het kabinet-Rutte bereikte Slob op 26 april 2012 samen met zijn collega-fractievoorzitters van VVD, CDA, D66 en GroenLinks een akkoord over miljardenbezuinigingen (het zogeheten Lenteakkoord). Andere collega's vonden dat Slob zichzelf soms overschreeuwde. Dat leverde hem de bijnaam Arie Bombarie op. Bij de Tweede Kamerverkiezingen op 12 september 2012 was hij lijsttrekker voor de ChristenUnie.
Op 10 november 2015 droeg hij het voorzitterschap van de CU-fractie over aan Gert-Jan Segers.
Slob verliet de Tweede Kamer per 1 december 2015. De opengevallen plek in de CU-fractie werd ingenomen door Eppo Bruins. Bij zijn afscheid ontving hij uit handen van de Tweede Kamervoorzitter Van Miltenburg de onderscheiding Ridder in de Orde van Oranje-Nassau.

### Minister voor Basis- en Voortgezet Onderwijs en Media
Arie Slob werd op 26 oktober 2017 minister voor Basis- en Voortgezet Onderwijs en Media in het kabinet-Rutte III. Op 14 juni 2019 presenteerde Slob zijn toekomstplannen voor het publieke omroepbestel. Hij werd tijdens zijn periode als minister onder meer geconfronteerd met lerarenstakingen en de coronacrisis. Vooral de basisschoolleraren wilden meer salaris en minder werkdruk. In juli 2021 kregen de aspirant-omroepen Ongehoord Nederland en Omroep ZWART een voorlopige erkenning van Slob.
Op 10 november 2020 kwam Slob in opspraak, omdat hij op 9 november in de Kamer aangaf dat scholen aan ouders mogen vragen een verklaring te tekenen waarin homoseksualiteit wordt afgekeurd. De aanmerking dat daarbij wel voor een veilige omgeving gezorgd moet worden, werd door critici gezien als een paradox. Hier kwam Slob in de middag van 10 november van terug: hij beaamde dat dit toch een brug te ver was.

### Loopbaan buiten de landelijke politiek
Van januari 2016 tot oktober 2017 was Slob directeur van het Historisch Centrum Overijssel en de Stichting IJsselacademie, beide in Zwolle.
In 2022 was hij (in)formateur van het college in de gemeente Zwolle dat bestaat uit ChristenUnie, GroenLinks, D66 en CDA. In 2023 informateur bij de coalitieonderhandelingen in de provincie Zuid-Holland. Dat leverde een coalitie op tussen BBB, VVD, GroenLinks, CDA en PvdA. Op 3 juli 2023 maakte burgemeester Jan van Zanen bekend dat Slob was benoemd als verkenner voor een nieuw college in Den Haag.
Sinds 1 september 2022 is Slob 'verbinder en boegbeeld' voor de Regio Zwolle, een netwerkorganisatie van tweeëntwintig gemeenten, vier provincies, ondernemersorganisaties en onderwijsinstellingen.
Sinds 1 oktober 2022 is Slob voorzitter van de raad van toezicht van Greijdanus, de gereformeerde scholengemeenschap waar hij eerder al docent maatschappijleer was. Daarnaast is hij voorzitter van de raad van toezicht van Trias Jeugdhulp.
Sinds 1 januari 2024 is Slob programmadirecteur van het gebiedsprogramma Samen Lelystad Oost.

## Persoonlijk
Slob heeft een tweelingzus, is getrouwd en vader van drie dochters en één zoon. Hij is verbonden aan de Gereformeerde Kerken vrijgemaakt.